# Вавилон нашої ери
«Вавилон нашої ери» (англ. Babylon A.D.) — французько-американський фантастичний бойовик 2008 р. за романом Немовлята Вавилона (англ. Babylon Babies) Моріса Жоржа Дантека. Режисером фільму став Матьє Кассовіц, у головній ролі — Він Дізель. Вийшов 29 серпня в Сполучених Штатах.

## Сюжет
У 2027 р. після спустошливої війни світ охопив хаос. На цій війні нажилися США, куди всі люди світу намагаються за можливістю потрапити. Населення Європи й Азії загрузло в убогості і біжить у пошуках кращого життя в інші куточки планети. Найманцеві Туропу (Він Дізель) доручають супроводжувати дівчину Аврору (Мелані Тьєррі) і черницю Ребекку (Мішель Йео) з монастиря секти ноелітів з Киргизії в Нью-Йорк. Якщо він виконає доручення, отримає можливість повернутися на свою батьківщину — у США, з новим паспортом. Нічого не знаючи про своїх супутниць, він повинен подолати важкий шлях на поїзді з Троїцька у Владивосток, звідти на радянському підводному човні до Берингової протоки та далі до Канади. Спочатку найманець вважає, що Аврора — носій небезпечного вірусу і думає, чи не вбити її. Врешті-решт, Туроп розуміє, що Аврора наділена надприродними здібностями: вона поліглот, цілитель, може передбачати майбутнє. Поступово перейнявшись симпатією до дівчини, він після прибуття в Нью-Йорк вирішує не віддавати її сектантам. Стає зрозуміло, що Аврора потрібна секті як піарпроєкт, покликаний збільшити вартість акцій секти і кількість послідовників з 250 млн до 2 млрд. Наприкінці перестрілки з бойовиками секти Аврора стріляє в Туропа, рятуючи його від автоматизованої ракети. Після двогодинної клінічної смерті Туропа повертає до життя таємничий доктор Артур Дарквандір, який представився «батьком» Аврори.
Дівчина є представницею нової раси людей. Доктор Дарквандір створив її 20 років тому на замовлення секти. Її мозок — органічний суперкомп'ютер з усіма знаннями людства. Коли доктор передумав, сектанти викрали її в нього. Вона непорочно зачала двійню, з якою піде майбутній рід. Зі спогадів Туропа вдається встановити, що Аврора вирушила в глибинку США, туди, де залишилася батьківщина Туропа. Найманця намагаються випередити бойовики секти, яких направляє верховна жриця ноелітів. Туропові вдається знайти дівчину та випередити переслідувачів. Минає 6 місяців. На світ з'являються близнюки, Аврора відповідно до своєї генетичної програми вмирає за секунди до їхнього народження. Дітей вона залишає на піклування Туропові, який попри свій характер, щиро плаче.

## Ролі
- Він Дізель — Туроп, найманець (повне ім'я — Уго Корнеліус Туроп у романі Немовлята Вавилона)
- Мішель Йео — сестра Ребекка, монгольська черниця ноелітів і біженка
- Мелані Тьєррі — Аврора, молода жінка, яка була генетично модифікована
- Жерар Депардьє — Горський, багатий російський бандит, який найняв Туропа транспортувати Аврору
- Шарлотта Ремплінг — верховна жриця і генеральний директор церкви ноелітів
- Марк Стронг — Фінн, російський контрабандист
- Ламбер Вілсон — доктор Артур Дарквандір, батько Аврори
- Жером Ле Банер — Кілла

## Виробництво

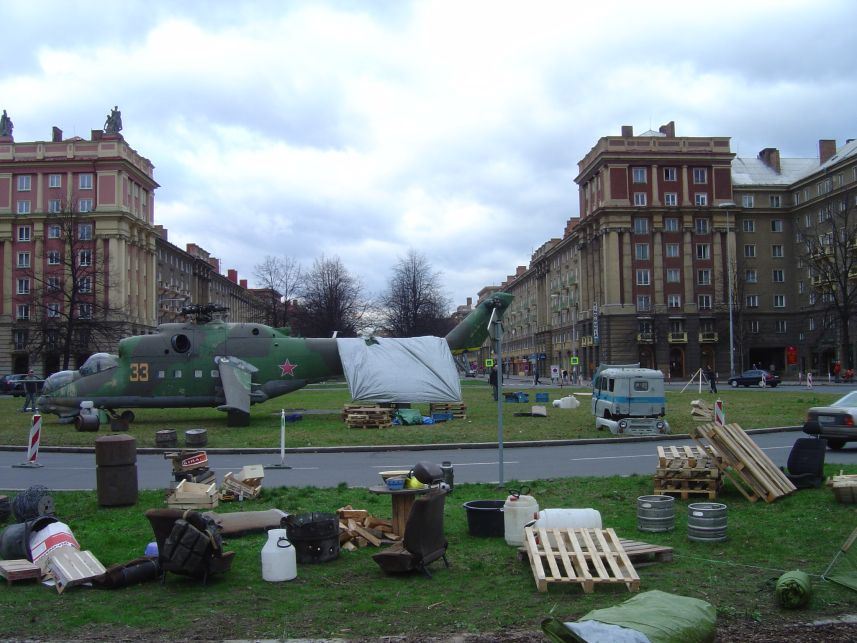
Підготовка до знімання в Острава-Поруба, Чехія.

Матьє Кассовіц розробив фільмову адаптацію англійською мовою французького роману Моріса Жоржа Дантека Немовлята Вавилона протягом п'яти років; у червні 2005 р. проєкт отримав фінансування від StudioCanal і Twentieth Century Fox. Адаптований сценарій написаний Кассовіцом і сценаристом Еріком Беснардом. Виробництво спочатку планувалося почати в лютому 2006-го в Канаді та Східній Європі. Французький актор Венсан Кассель прагнув знятися у головній ролі. У лютому 2006 р. актор Він Дізель вступив у переговори зніматися у фільмі під назвою Вавилон нашої ери. У лютому 2007 р. знімання відбувалося в павільйонах кіностудії Баррандов. У березні 2007-го знімальна група почала знімання у Чехії, але взяла двотижневу перерву через погані погодні умови, такі як відсутність снігу і проблеми із заданою конструкцією сюжету. Знімання завершили у травні 2007 р.
Матьє Кассовіц казав, що студія 20th Century Fox втручалася протягом усього процесу знімання, і він ніколи не мав шансу зняти сцену, як це було за сценарієм, або як він хотів, щоб це було.

## Критика
Фільм отримав негативну реакцію критиків. Metacritic дав рейтинг 26%, Rotten Tomatoes — 6%.
Спочатку оголосили, що Вавилон нашої ери вийде в США 29 лютого 2008 р., але його реліз відкладений до 29 серпня 2008-го. [Станом на 31 січня 2009-го фільм зібрав $22 532 572 в США і $49 573 118 в зарубіжних країнах на загальну суму в усьому світі $72 105 690, тобто отримав незначний успіх, враховуючи його виробничий бюджет в розмірі $70 млн.